# Careproctus cactiformis
Careproctus cactiformis és una espècie de peix pertanyent a la família dels lipàrids.

## Hàbitat
És un peix marí i batidemersal que viu entre 399 i 536 m de fondària.

## Distribució geogràfica
Es troba al sud de l'Argentina.

## Observacions
És inofensiu per als humans.